# سوینینگ
سوینینگ (به لاتین: Suining) یک شهر مرکزی در جمهوری خلق چین است که در سیچوآن واقع شده‌است.

## خصوصیات
سوینینگ ۵٬۳۲۶ کیلومترمربع مساحت و ۳٬۲۵۲٬۵۵۱ نفر جمعیت دارد.